# Служба спеціального контролю
ССК — абревіатура «Служба спеціального контролю» (засічки ядерних вибухів на іноземних полігонах), в СРСР входила до складу 12 ГУМО.
Дане відомство було створено в середині минулого століття, щоб оперативно одержувати інформацію про ядерні випробування, які проводилися в різних куточках земної кулі. Пости спостереження  перебували в багатьох куточках СРСР.

## Із історії Служби
29 серпня 1949 року в Радянському Союзі на Другому навчальному полігоні Міністерства Збройних Сил СРСР (так у той час офіційно називався ядерний полігон під Семипалатинськом) була висаджена в повітря перша вітчизняна атомна бомба РДС-1. Не зважаючи на потужний режим таємності, американці швидко дізналися про ядерний експеримент Совєтів.  Через чотири тижні американський президент Гаррі Трумен повідомив усьому світу про те, що «Совєти створили й випробували атомну бомбу». Довелося СРСР визнати наявність страшної зброї. Сталін доручив вжити негайних заходів Лаврентію Берії.
На той час Сполучені Штати вже мали методики й устаткуванням, які дозволяли фіксувати як факт вибуху атомної бомби в будь-якій точці земної кулі, так і одержати  додаткову інформацію про  тип ядерного пристрою, його потужність, спосіб застосування тощо.
За дорученням Й.Сталіна, Голова Ради Міністрів СРСР відразу наказав почати масштабні роботи зі створення засобів спеціального контролю за потенційним супротивником…
Історія протистояння
- Інформацію про ядерний вибух у СРСР американці одержали не за допомогою   устаткування дальнього виявлення, а завдяки  літакам-розвідникам, які тоді могли ще безкарно літати над нашою територією.
- Саме під час польотів 3 вересня й були взяті зразки повітря, у яких виявили радіоактивні матеріали.
- Радянський Союз в 1949 році мав у своєму розпорядженні прилади, що дозволяли реєструвати віддалені ядерні вибухи.
- Це можна було зробити, наприклад, за допомогою барографа дальньої розвідки, розробленого в Інституті хімічної фізики АН СРСР. Правда, сейсмічні хвилі фіксувалися на дальності не більше 1 600 кілометрів. Та й то, якщо вибух відбувався на поверхні, а не в повітрі або в морі.
- Радянські фахівці могли виявляти сліди поширення радіоактивних матеріалів  на відносно невеликому віддаленні — до 1 200 кілометрів і тільки тоді, коли факт вибуху вже був установлений іншими засобами.
- Гарантовано засікти ядерний вибух де-небудь у Тихому океані в СРСР тоді не могли. Проте, основа для створення засобів контролю вже була. Майбутня служба народжувалася не на порожньому місці.

### Через вісім років
Роботи, що розгорнулися, велися у декількох напрямках.
Ядерні вибухи передбачалося фіксувати й за допомогою радіотехнічних засобів, і за допомогою акустичних і сейсмічних методів, і за допомогою хімічного аналізу зразків.
До речі, розробка засобів виявлення стала можливої завдяки появі нової галузі геофізики — сейсмології ядерних вибухів.
Її метою стала розробка ефективних методів, за допомогою яких можна було б, по-перше, виявити сам факт проведення підземного випробування ядерної зброї, і, по-друге, відрізнити сейсмічний запис вибуху від запису природного землетрусу, або, як говорять сейсмологи, ідентифікувати вибух.
Перша реєстрація сейсмічного сигналу від повітряного ядерного вибуху була здійснена в 1951 році. Тоді вдалося зафіксувати випробування ядерного пристрою на Семипалатинському полігоні з відстані 700 кілометрів.
Через два роки були виконані перші експрес-аналізи проб радіоактивних продуктів, а також здійснена реєстрація радіовипромінювання від вибуху.
До кінця 1953 року були створені технічні засоби, побудовані на радіотехнічному, сейсмічному, акустичному й аерозольному методах далекого виявлення ядерних вибухів.
Навесні наступного року цими засобами були оснащені чотири загони спеціального призначення, що одержали статус «військові частини-лабораторії». Керував їхньою роботою полковник А. И. Устюменко.
Фактично це й означало появу Служби спеціального контролю. Але юридично, як структурний підрозділ Головного розвідувального управління Генерального штабу (ГРУ ГШ) Збройних Сил СРСР, вона була сформована 13 травня 1958 року — після виходу відповідного рішення, підписаного міністром оборони СРСР Р. Я. Малиновським.
Як бачимо, щоб виконати наказ Сталіна, треба було більше восьми років.

### Імперія контролю
Відразу після своєї появи Служба спеціального контролю стала стрімко набирати оберти.
Будівництво пунктів реєстрації почалося на території всього Радянського Союзу. Їх розміщали в тих регіонах, де на невеликій глибині були поклади шарів граніту.
Підземні тверді шари виступають як природні мембрани, які вловлюють найменше коливання в земній корі. Саме такий шар — Український кристалічний щит — перебуває на невеликій глибині в центральній частині України (там, де й розміщений малинський об'єкт).
Ледь народившись, Служба спецконтролю. показала свою ефективність, зафіксувавши, наприклад, американські висотні ядерні вибухи, проведені в серпні-вересні 1958 року в південній частині Атлантичного океану в рамках програми «Аргус».
Радянські фахівці довідалися про них раніше, ніж до цього «докопалася» всюдисуща американська преса.
Те ж саме відбулося й у 1960-м році при проведенні випробувань перших французьких ядерних пристроїв у Сахарі.
За перші чотири роки свого існування фахівцями Служби спецконтролю були зареєстровані вибухи майже 200 атомних і водневих бомб на території США, у пустелі Сахара й на атолах Тихого океану
Випробування на Семипалатинському полігоні, й на полігоні на Новій Землі використалися для калібрування й налаштування устаткування.
Дещо ускладнив роботу Служби спеціального контролю Договір про заборону випробувань ядерної зброї в атмосфері, космічному просторі й під водою, підписаний в 1963 році урядами СРСР, США й Великої Британії.
По-перше, істотно розширилося коло робіт, які слід було виконувати. Тепер необхідно було не просто фіксувати ядерні вибухи, але й контролювати друзів-суперників, щоб вони не порушили досягнутих домовленостей.
Ця функція стала головною турботою Служби контролю на довгі роки.
По-друге, багато методів, які можна було використати для виявлення атмосферних вибухів, виявилися марні при виявленні факту випробувань ядерних пристроїв під землею.
На щастя, на той час уже з'явилися космічні засоби спостереження, які змогли доповнити арсенал засобів, кинутих на рішення цього завдання. Та й інші методики, особливо методи сейсмозондування, удалося значно вдосконалити…
В 1974 році почався новий етап у розвитку засобів спеціального контролю.
Із цього часу стали проводитися роботи з удосконалювання системи контролю за проведенням випробувань ядерної зброї, виконання яких дозволило б знизити поріг чутливості виявлення підземних ядерних вибухів малої потужності. Цього вимагали нові договори, укладені між СРСР і США які обмежували потужність зарядів.
В 1980 році були уведені в дію радиосейсмические лабораторії, у яких уперше в країні проводилася автоматична обробка безперервної інформації в реальному масштабі часу.
Пізніше була створена єдина автоматизована система сейсмічного контролю. В 1992 році вона була уведена в дослідну експлуатацію.
Система містила в собі Центр збору й обробки даних, центральну наземну станцію супутникового зв'язку, автоматизовані сейсмічні станції.
У момент розквіту до складу Служби спеціального контролю входили одинадцять окремих і три радіосейсмічні лабораторії, чотири автоматизовані й три автоматичні станції, п'ять автономних сейсмічних пунктів і десять виносних груп.
Крім цього, використалися засоби контролю морського й повітряного базування, розроблялися космічні засоби.

## Замість військового об'єкта— сейсмостанція
Інформація надана українським інформаційним агентством «Спейс-Інформ», яке можна назвати компетентним у питанні минулого й сьогодення Служби спеціального контролю. Це агентство першим повідало світу про малинський об'єкт.
До моменту розпаду Радянського Союзу в Україні дислокувалися дві частини спецконтролю й окремий навчальний центр. Вони являли собою мережу численних датчиків, приладових шахт, виносних майданчиків, технічних будинків і споруджень, що працювали в інтересах єдиного Центру, що розташовувався на території Росії.
З утворенням українських Збройних Сил всі ці частини ввійшли в їхній склад.
Однак, після того, як парламент України оголосив про відмову від володіння ядерною зброєю, стало питання про підпорядкованість частин спеціального контролю різним структурам військового відомства.
Спочатку їх включили до складу Метрологічної служби штабу Озброєння Збройних Сил України. Потім — Управлінню хімічних військ Генерального штабу української армії. А с 1993 року — Управлінню ракетно-космічного озброєння.
В 1994 році на базі розформованого окремого навчального центра була створена ще одна окрема лабораторія спеціального контролю, що почала реєстрацію інформації п'ятьма методами виявлення.
У наступному році вона розпочала несення оперативного чергування…
Важливим кроком реформування Служби спеціального контролю стало рішення Міністра оборони України про формування 12-го Центру спеціального контролю (ЦСК), у підпорядкування якого ввійшли дві окремі й одна радиосейсмічна лабораторії, а також окрема навчальна рота.
Створення такого Центру було обумовлено необхідністю оперативного керування й забезпечення функціонування успадкованих від СРСР сил і засобів спеціального контролю.
На Центр були покладені завдання комплексного аналізу даних, отриманих від підлеглих структур, установлення фактів проведення ядерних досліджень і аномальних геофізичних явищ, а також взаємодії з міжнародними центрами даних, зацікавленими міністерствами й відомствами України.
У квітні 1995 року 12-й ЦСК заступив на дослідне чергування, а з початку 1996 року здійснювалося цілодобове оперативне чергування.
Центр діяв, видавав інформацію. Однак у високих кабінетах Міноборони все частіше звучало питання: а чи потрібен нам цей спецконтроль? У якому ступені він впливає на боєздатність Збройних сил?
В умовах хронічного недофінансування військового відомства відповіді на ці питання були не на користь подальшого існування Центру…
Доля Центру вирішувалася на найвищому рівні.
В 1996 році Указом Президента України інфраструктура військових частин Управління ракетно-космічного озброєння Міноборони була передана Національному космічному агентству України.
Центр спецконтролю ввійшов до складу Національного центра Управління й випробувань космічних засобів НКАУ, одержав найменування Головний і знайшов свій другий подих…
Сьогодні під Малином перебуває не військовий об'єкт, а сейсмостанція, відома в усьому світі, як первинна станція PS-45 Міжнародної системи сейсмічного моніторингу під егідою ООН.
Такі станції розташовані в усьому світі й здійснюють контроль за геофізичними процесами в земній корі, намагаючись мінімізувати збиток, що може заподіяти стихія.
Але й військова діяльність людства не залишається без їхньої уваги.

## 10 000 підземних поштовхів
Щорічно апаратура Головного центру спеціального контролю НКАУ фіксує до 10 тисяч підземних поштовхів у всіх куточках земної кулі. Близько 400 землетрусів мають силу більше 5 балів і вважаються серйозними.
Крім того, прилади Центру зареєстрували випробування ядерних пристроїв у Пакистані й Індії в другій половині 1990-х років, вибух на борту російського атомного підводного човна «Курськ» в 2000 році, тринадцять найсильніших вибухів боєприпасів на українських військових складах у Новобогданівці (2004 рік) і багато чого іншого.
До речі, оперативні дані про всі землетруси у світі з магнитудой більше 5 балів за шкалою Ріхтера, можна у відкритому режимі переглядати на сайті українського космічного відомства — http://www.nkau.gov.ua.
А от росіяни, на відміну від малинського об'єкта, як і раніше несуть винятково секретну військову службу. Але, будемо сподіватися, що прийде час, коли й вони будуть оберігати людей від стихії, а не одну людську особу від іншої.

## Склад ССК часів СРСР
в/ч 46179 (Москва Рубцовсько-Дворцова, 2 (також вул. Матроська Тиша, 10)), сформована 13.05.1958 р. у системі ГРУ
Формальне найменування: 170-й Оперативно-Координаційний Центр (170-й ОКЦ) Служби Спеціального Контролю Міністерства Оборони СРСР.
В 1992 році в ССК входили 11 окремих і 3 радіосейсмічні лабораторії, 4 автоматизовані й 3 автоматичні станції, 5 автономних сейсмічних пунктів і 10 виносних груп.
Крім того використалися засоби контролю морського й повітряного базування, космічні засоби. 4 лабораторії сформовані в 1954 році.
У РФ — 18 лабораторій.
Для детектування ядерних вибухів використовується: Станція засічки ядерних вибухів ДО-612-0 — випускається томським ВАТ «РЕАТОН»
Спектрометрична апаратура НВЦ «Аспект»
АССК «Материк» — автосистема сейсмоконтролю (НДІ Імпульсної Техніки м. Москва)

## Лабораторії ССК
- в/ч 14167 Макаров-1 Українська 12 лабораторія ССК Київська обл.
- Майлі-Сай Киргизька лабораторія ССК зф. в 1974 р. у в/ч 54286
- Норильськ - лабораторія ССК
- Хабаз смт, — АСП
- в/ч 22158 Борове смт, Казахська лабораторія ССК із 1974 р.
- в/ч пп 76515 Улан-Батор Монгольська лабораторія ССК (Експедиційна Група) з 1974 р., розформована
- в/ч 86665 Білібіно, ЧАО
- в/ч 14024 Каменец-подольский-16, з 1994 по 2004 Укр лабораторія ССК, з 2004 р. — ПН, Хмельницька обл
- в/ч 14053 Семипалатинськ Казах 9 лабораторія ССК
- в/ч ……. Актюбінськ — Казах окрема група ССК
- в/ч 13987 ст. Стовпова, Моск. Обл. — Подільська лабораторія ССК
- в/ч 14169 Балта Укр лабораторія ССК Одеська обл (навчальний центр)
- в/ч 26154 Приозерськ СПб лабораторія ССК
- в/ч 29475 Ургал-2 (він же Новий Ургал) смт, (район БАМу) Хабаровська лабораторія ССК −70-79-
- в/ч 30030 Ленськ смт. Пеледуй Якутська лабораторія ССК
- в/ч 41007 Уссурійськ п. Григорьєвка Лермонтова, 33 Прим. лабораторія ССК −57-70-
- в/ч 41056 Кіров п. Бахта + п. Хайбулино (Башк) Кіров лабораторія ССК сф 1954 м
- в/ч 41094 Южно-Сахалінськ-5 смт Супутник-2 Сахал 3 лабораторія ССК сф 1954 м
- в/ч 41097 Петропавловськ-Камчатський п. Радигіно Камч лабораторія ССК винос сейсмопункт «Начики» смт Тундровий
- в/ч 42626 Сухумі смт Нижня Ешера +п. Хейвані Абхаз. — 24 лабораторія ССК сф. в 2000 р. у в/ч 96211
- в/ч 77031 Заринськ смт. Залєсово Алтай лабораторія ССК
- в/ч 63679 Москва вул. Матроська Тиша, 10/
- Загорськ смт Шарапово — КП/ЗКП ССК — виділені з головний штабний в/ч 46179 в окрему оперативну частину в 1987 р.

Склад: 844-й Командний Пункт 170-го ОКЦ ССК, Запасний Командний Пункт ССК, 1056-й головний і запасний вузли зв'язку ССК, головний і запасний обчислювальні центри ССК, а також радіопередавальний центр, виносний сейсмопункт і виносна група СІВБА в смт Шарапово (три останніх Подільські лабораторії, що раніше належали ССК).
- в/ч 96211 Дубна п. Олександрівка (Ратміно), зф. у 1988 р.
- в/ч 31650 Москва Рубцовсько-Дворцова 2 — НДІ ССК. Виведена з підпорядкування в/ч 46179 і перепідпорядкована прямо 12 ГУ МО (в/ч 31600) в 1988 р.
- Куба, Лурдес — автономний сейсмопункт ССК.
- Антарктида — автономний сейсмопункт ССК.
- 626 батальйон СН
- в/ч 14118 Загорськ смт Абрамово Московська обл.
- в/ч 42635 Свердловськ (Єкатеринбург)
- в/ч 42663 Суздаль смт Сокіл Московська обл.
- в/ч 44806 Гатчина СПб
- в/ч 64178 Москва, М'ясницька, 3 + Уланський пров, 11 (Дербеньово) Московська обл.
- в/ч 69273 Снєжногорськ Мурманське підприємство.

## ГЦСК України
Мережа збору геофізичної інформації ГЦСК включає в себе центри, групи, периферійні та автономні пункти. Технічні засоби контролю розміщені у 14 пунктах спостереження.
Датчики у більшості з них встановлені на корінних породах у спеціальних шахтах та свердловинах глибиною від 30 до 100 метрів.
Після комплексної обробки інформація надається до Урядової інформаційно-аналітичної системи, зацікавленим міністерствам та відомствам.
Відповідно до Договору про всеосяжну заборону ядерних випробувань, засоби Головного центру входять до Міжнародної системи моніторингу.
У ГЦСК створюється центр даних Національної системи сейсмічних спостережень України, розробляється та впроваджується Автоматизована система збору та обробки геофізичної інформації.
Розширюється співробітництво із закордонними організаціями, налагоджено інформаційний обмін з міжнародними центрами даних у реальному масштабі часу.
ГЦСК є повноважним членом Європейського Середземноморського Сейсмологічного центру.
Організовано співробітництво та взаємодію з науковими установами та навчальними закладами. ГЦСК включено до складу співвиконавців Державної програми досліджень в Антарктиці.
За час існування Головним центром зареєстровано всі ядерні випробування на іноземних полігонах та землетруси на території України.
До виробів спеціального призначення відносять сейсмічні засоби виявлення, що використовують для різних цілей – як охоронних, так і військових.